# 我和她的世界末日
《我和她的世界末日》是一款末日题材的视觉小说游戏。由橘子班、大好网开发，NVLMaker发行。

## 游戏背景
游戏的背景设置在世界末日，幸存者只有男主角与和他同班的一位女生，女生对男主角并不信任，不相信末日来临。为了能保护她，男主角不得不将她拘禁起来。男主角还要面对粮食和水源短缺等诸多问题。